# Goudargues
Goudargues ist eine französische Gemeinde mit 1118 Einwohnern (Stand 1. Januar 2022) im Département Gard und der Region Okzitanien. Sie liegt am Südende der Gorges de la Cèze; die Gemeinde ist weitgehend durch mediterranen Wald bedeckt.

## Geschichte
Mehrere Dolmen in den Hügeln rund um den Ort weisen auf eine frühe Besiedlung des Gebiets hin. Der heutige Ort geht vermutlich auf eine Siedlung aus dem 8. Jahrhundert zurück. Nach dem Sieg über die Sarrazenen ließ ein Neffe Karls des Großen ein kleines Kloster errichten. Vermutlich gegen Ende der Herrschaft Karls wurden ein zweites, größeres Kloster sowie eine romanische Kapelle errichtet. Wahrscheinlich im 12. Jahrhundert entstand ein Saal in Form eines Tonnengewölbes, bei dem es sich um das Refektorium handelte und der heute kulturell genutzt wird.
| 1962 | 1968 | 1975 | 1982 | 1990 | 1999 | 2008 | 2017 |
| ---- | ---- | ---- | ---- | ---- | ---- | ---- | ---- |
| 637  | 645  | 612  | 680  | 788  | 945  | 1021 | 1100 |

## Persönlichkeiten
- Jean Carmet (1920–1994), lebte im Ort, sein Haus wurde von Gérard Depardieu gekauft, um dort ein Carmet-Museum einzurichten.